# 肯亞三子棋
肯亞三子棋（Shisima），原文有水體的含意，是流傳於肯亞的連棋類遊戲。
蒙古族有規則一樣的遊戲，稱為毕力格·吉日格，差別僅在棋盤是圓形。

## 棋具
- 八邊形棋盤，連上三個對角線，共九個棋位。
- 每方各三枚棋子，以顏色區分敵我。

## 規則
- 初始布置為棋子放於最近己方的三個點。
- 輪流移動一枚己棋一格，以先在三枚己棋在任一對角線連線獲勝[2]。